# Lenke Rothman
Lenke Rothman-Arnér, född 28 mars 1929 i Kiskunfélegyháza i Ungern, död den 27 november 2008 i Lidingö i Sverige, var en svensk konstnär, skulptör och författare.

## Biografi

### Uppväxt
Lenke Rothman föddes 1929 i en ungersk-judisk hantverkarfamilj i staden Kiskunfélegyháza tio mil från Budapest. Fadern Jenö Rothman var paraplymakare och religionslärare och modern var damfrisörska. 1944 kom tyskarna till Kiskunfélegyháza. Jenö Rothman blev inkallad som så kallad arbetssoldat, vilket innebar att han med sitt liv som insats skulle pröva om broarna höll och om fälten var minerade, innan soldaterna beträdde marken. 
Modern och de åtta barnen deporterades till Auschwitz. Vid selektionen fördes Lenke och hennes 13-årige bror åt sidan som arbetsdugliga. Modern och de sex mindre barnen togs till gaskammaren. Efter en kortare tid i Auschwitz flyttades Lenke till en radiofabrik för flygplan och ubåtar i Guben utanför Berlin. 1945 överfördes hon till koncentrationslägret Bergen-Belsen, där hon blev sjuk i tbc.

### Efter kriget och senare liv
Efter krigsslutet kom Lenke Rothman med en Röda Korset-transport till Malmö. Lenke Rothmans far ligger i en massgrav i Wels i Österrike; hennes bror Alexander överlevde och kom 1947 till Sverige. I Sverige vårdades hon på sjukhus och sanatorier under sex års tid; bland annat låg hon i två omgångar i gipsvagga.
1951 började hon på Konstfackskolans målarlinje. 1954 lärde hon känna författaren och Nobelpristagaren Nelly Sachs. Hos Nelly Sachs träffade hon författaren Sivar Arnér, som hon gifte sig med 1959, och 1966 föddes deras son Elias. 1960 hade Lenke Rothman sin första separatutställning på Sturegalleriet.

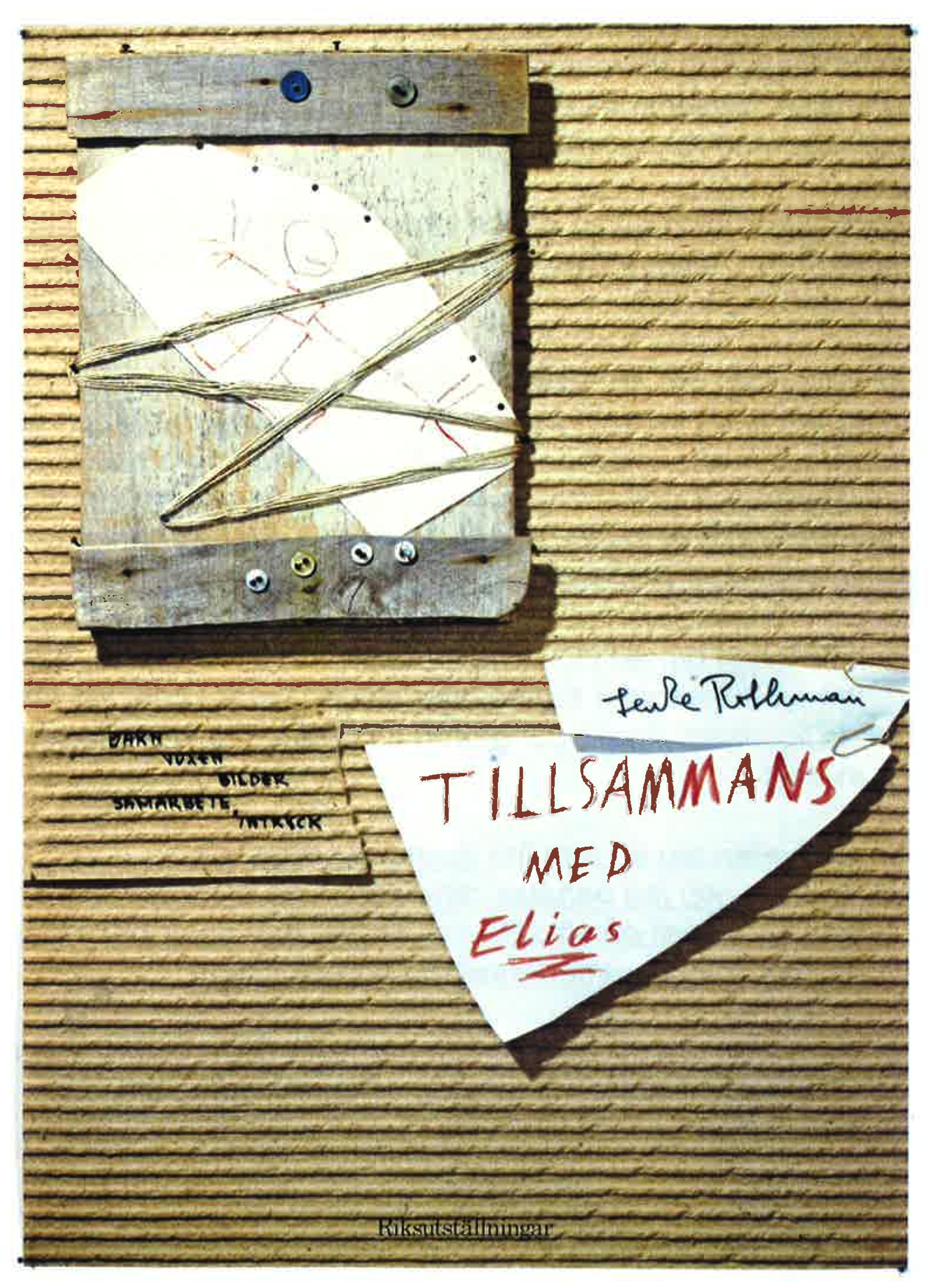
Affisch från utställningen Tillsammans med Elias, som producerades för Riksutställningar och turnerade 1979–1989.

### Lenke Rothmans konst
Lenke Rothman studerade under 1950-talet måleri på Konstfack. Fram till 1970-talet var måleriet hennes främsta medium, därefter kom hon att alltmer ägna sig åt collage och blandformer. Det är framförallt de senare verken, collage och assemblage med blandat material, som gjort henne känd. Hon sammanförde teckningar med tyg, stygn, brända papper och upphittade föremål i sköra, starka och expressiva konstverk. Dessa verk bär på både smärta och försoning; de är som besvärjelser: bilder, tecken, gestaltningar av det som ord inte kan uttrycka.
Lenke Rothman arbetade också med skulpturer, böcker och filmer. I hennes konst återkommer minnen och avlagringar av de traumatiska händelserna i hennes ungdom.
Ett av hennes sena kända verk är ”Spår” från 1995, en permanent skulptur på Göteborgs Konstmuseum. Skulpturen är en avgjutning av en bit räls vid vilket det ligger en färggrann boll. Kontrasterna mellan dessa vardagliga objekt och de associationer de ger lämnar inte någon oberörd. (se bild på länk nedan).
| ”                              | Sy ihop orden, orden till ett stort täcke, ord och meningar, det sedda, det som sker. Sy ihop. Sy ihop fogarna, trottoarens kvadratiska stenar. Sy ihop. Sy ihop fotsulorna med foten. Sy, sy ihop. Sy ihop madonnas röst med din egen. Sy ihop Mona Lisas leende. Sy ihop. | „ |
| – Lenke Rothman i Stygn (2001) | |   |

| ”             | Rothmans sextioåriga konstnärskap visade sig där [på den stora retroaktiva utställningen i Helsingborg 2008] som det som det i grund och botten alltid var: ett utopiskt museum, en försoningens och rättvisans plats som med sina måttlösa samlingar gestaltade ett trotsigt löfte om att ingenting egentligen försvinner. | „ |
| – Dan Jönsson | |   |

## Produktioner

### Utställningar och offentliga verk (urval)
- 1960 Sturegalleriet, Stockholm
- 1960 Nutida Konst, Uppsala
- 1963 Gröna Paletten, Stockholm
- 1964 Galleri 54, Göteborg
- 1968 Galerie Burén, Stockholm
- 1970 Vävnad till Kanslihuset
- 1972 Södermanlands länsmuseum
- 1976 Retrospektiv på Konstakademien, Stockholm
- 1989 Yttringar av liv, Malmö konsthall[12]
- 1990 Yttringar av liv, Göteborgs konsthall[12]
- 1995 ”Spår” permanent skulptur, Göteborgs konstmuseum (ursprungligen skapad för Etnografiska museet i Stockholm,[13] flyttad till Historiska museet i Stockholm innan verket installerades i Göteborg)
- 2008 Dunkers kulturhus, Helsingborg
- 2018 Sörmlands museum, Lenke Rothman: Att hopfoga den sönderfallande världen[14]

### Offentliga verk i urval
- Väggmålningar(1975-76), 16 olika teckningar, överförda på maskinsydd spinnakerväv i samarbete med Handarbetets Vänner 2008, hörsalen i Kungliga biblioteket i Stockholm
- Spår – ett minnesmärke (1995), brons, Göteborgs Konstmuseum
- Minnesmärke över den goda gärningen och Raoul Wallenberg (1999), Riksdagshuset i Stockholm

- Rothman är representerad vid bland annat Göteborgs konstmuseum[15] och Nationalmuseum[16] i Stockholm.